# جيم بارنز (كاتب)
جيم بارنز (بالإنجليزية: Jim Barnes)‏ هو كاتب وشاعر أمريكي، ولد في 1933.